# قالی‌باف سفلی
قالی‌باف سفلی، روستایی از توابع بخش مرکزی شهرستان فیروزه در استان خراسان رضوی ایران است.

## جمعیت
این روستا در دهستان فیروزه قرار دارد و براساس سرشماری مرکز آمار ایران در سال ۱۳۸۵، جمعیت آن ۲۰۴ نفر (۴۸خانوار) بوده‌است.